# 2-Chlorethylphosphonsäure
2-Chlorethylphosphonsäure ist eine unter dem Namen Ethephon bekannte chemische Verbindung aus der Gruppe der organischen Chlorverbindungen und Phosphonsäurederivate, die als Ethylenentwickler wirksam ist.

## Gewinnung und Darstellung
2-Chlorethylphosphonsäure kann aus Phosphortrichlorid mit Ethylenoxid gewonnen werden, welche zu tris-2-Chlorethylphosphit reagieren. Dieses wird zu bis-2-Chlorethyl-2-chlorphosphonat umgesetzt und dieses dann mit Chlorwasserstoff weiter zu Ethephon umgesetzt.

## Eigenschaften
2-Chlorethylphosphonsäure ist ein brennbarer  hygroskopischer Feststoff, welcher leicht löslich in Wasser ist. Er zersetzt sich ab einer Temperatur über 74–75 °C. Seine wässrige Lösung reagiert sauer.

## Verwendung

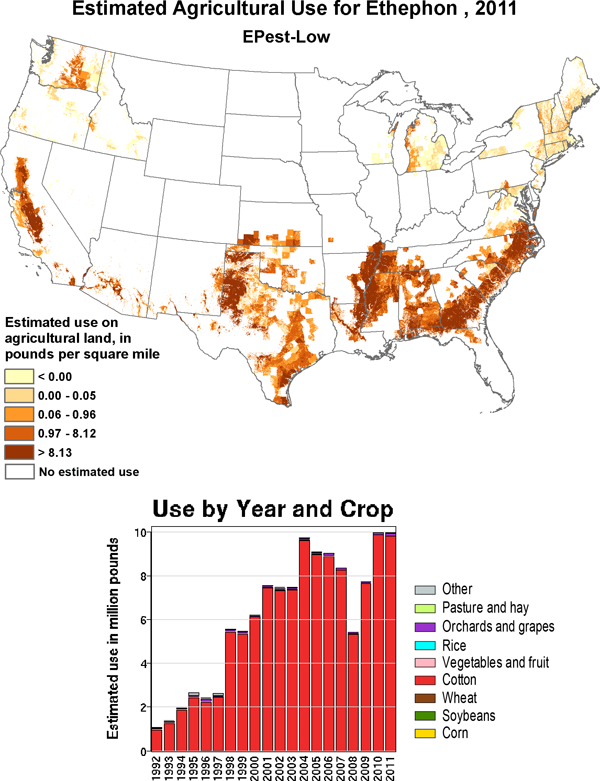
Geschätzte Ausbringungsmenge in den USA 2011

2-Chlorethylphosphonsäure wird als Wirkstoff in Pflanzenschutzmitteln verwendet. Es ist ein Pflanzenwachstumsregulator mit systemischen Eigenschaften. Die Wirkung beruht auf der Freisetzung von Ethylen, das von den Pflanzen resorbiert wird und in Wachstumsprozesse eingreift. Entweder wird der Reifungsprozess von z. B. Ananas, Apfel, Paprika oder Tomate beschleunigt, eine Induktion der Blütenbildung hervorgerufen oder es wirkt als Wachstumshemmer für Gerste und Roggen, wobei die oberen Internodien verkürzt werden.
In den USA wird Ethephon in großem Umfang (mehr als 4.500 t pro Jahr) zum Öffnen der Baumwollkapseln (englisch boll opening) verwendet.
| Zweck                                                            | Obstart                                            | Konzentration | Anwendungszeit                           |
| ---------------------------------------------------------------- | -------------------------------------------------- | ------------- | ---------------------------------------- |
| Blütenbildung                                                    | Apfel                                              | 150–250 ppm   | 4 Wochen nach der Blüte                  |
| Chemische Ausdünnung                                             | Apfel, Pflaume                                     | 150–500 ppm   | Blüte bis 6 Wochen später                |
| Förderung von Fruchtreife und -farbe                             | Apfel                                              | 250 ppm       | 2 Wochen vor der Ernte                   |
| Ernteerleichterung (besseres Ablösen der Frucht)                 | Kirsche, Pflaume, Johannis-, Heidel-, Preiselbeere | 250–500 ppm   | 10 Tage vor der Ernte                    |
| Ernteerleichterung (besseres Lösen der Nuss aus der Fruchthülle) | Walnuss                                            | 500 ppm       | bei beginnendem Platzen der Fruchthüllen |

## Zulassung
Der Wirkstoff wurde mit der Richtlinie 2006/85/EG der EU-Kommission vom 23. Oktober 2006 in den Anhang I der Richtlinie 91/414/EWG aufgenommen. 
In Deutschland, Österreich und der Schweiz wurden Pflanzenschutzmittel mit dem Wirkstoff Ethephon zugelassen. In der Schweiz gilt für Heidelbeeren ein relativ hoher Rückstandshöchstgehalt von 5 Milligramm pro Kilogramm. Im Januar 2011 kam es zum Rückruf spanischer Paprika in deutschen Supermärkten aufgrund von deutlich über den Grenzwerten liegenden Ethephon-Belastungen. Im Juli 2014 wurde in der Schweiz die Anwendung im Tomatenbau verboten, nachdem im Vorjahr Rückstandsüberschreitungen bei Schweizer Tomaten aus konventionellem Anbau festgestellt wurden.

## Sicherheitshinweise
Die Dämpfe von 2-Chlorethylphosphonsäure können mit Luft ein explosionsfähiges Gemisch bilden.

## Handelsnamen
2-Chlorethylphosphonsäure wird unter den Handelsnamen Arvest, Bromeflor, Etheverse, Flordimex, Flordimex T-Extra, Cerone, Etherel, Chipco Florel Pro und Prep vertrieben.